# Чамбер, Джон (1546—1604)
Джон Чамбер (англ. John Chamber, лат. Johannes Chamberus; 1546—1604) — священнослужитель англиканской церкви, писатель и астроном.

## Биография
Родился в мае 1546 года.
Помимо крещения в городе Swillington графства Йоркшир в мае 1546, ничего не известно о происхождении Чамбера до его появления в Оксфорде.
В октябре 1568 года он стал бакалавром, окончив оксфордский Мёртон колледж. В 1753 году получил степень Master of Arts и принят в священство. В 1574 году Чамбер был назначен лектором по грамматике и читал «Альмагест» Птолемея. В 1576 году был назначен преподавателем греческого языка и медицины в Мёртон колледже.
В 1582 году Джон Чамбер был избран в Итонский колледж и переехал в Виндзор. В 1583 году лорд-казначей Уильям Сесил создал комиссию для рассмотрения вопроса о целесообразности перехода Англии на григорианский календарь, предложенный Джоном Ди, в состав которой вошли Джон Чамбер, Генри Савиль и Томас Диггес. Комиссия сочла этот переход нецелесообразным, в результате чего Великобритания и её колонии перешли на григорианский календарь только в 1752 году. В 1584 году Чамбер получил в Мёртон колледже лицензию на медицинскую практику.
В 1593 году получил право пребенды от Солсберийского собора в местечке Netherbury. В июне 1601 года стал каноником часовни Святого Георгия в Виндзорском замке.
Умер в августе 1604 года в городе Итон, графство Беркшир, и был похоронен в часовне Святого Георгия.